# مدیریت نظامی
مدیریت نظامی (انگلیسی: Military administration) به تکنیک‌ها و سیستم‌های مورد استفاده توسط ادارات، آژانس‌ها و نیروهای مسلح درگیر در مدیریت نیروهای مسلح اطلاق می‌شود. این مفهوم، فرآیندهایی را که در سازمان‌های نظامی خارج از جنگ رخ می‌دهد، به ویژه در مدیریت پرسنل نظامی، آموزش آنها و خدماتی که به عنوان بخشی از خدمت سربازی به آنها ارائه می‌شود، توصیف می‌کند.
در موارد حکومت نظامی، به‌عنوان مثال در طول اشغال نظامی، مدیریت و کنترل غیرنظامیان و ارائه خدمات به آنها نیز ممکن است در این حوزه قرار گیرد. از بسیاری جهات، مدیریت نظامی همان نقش مدیریت عمومی را در جامعه مدنی ایفا می‌کند و اغلب به‌عنوان منبع بوروکراسی در کل دولت ذکر می‌شود. با توجه به حوزه کاربرد گسترده، مدیریت نظامی اغلب با حوزه‌های کاربردی خاص در ارتش، مانند مدیریت لجستیک، مدیریت توسعه دکترین یا مدیریت اصلاحات نظامی، توصیف می‌شود.